# Zacualpan de Amilpas
Zacualpan de Amilpas är en ort i Mexiko.   Den ligger i kommunen Zacualpan och delstaten Morelos, i den sydöstra delen av landet, 80 km sydost om huvudstaden Mexico City. Zacualpan de Amilpas ligger 1 649 meter över havet och antalet invånare är 3 492.
Terrängen runt Zacualpan de Amilpas är kuperad österut, men västerut är den platt. Runt Zacualpan de Amilpas är det ganska tätbefolkat, med 155 invånare per kvadratkilometer. Närmaste större samhälle är Cuautla Morelos, 18,0 km väster om Zacualpan de Amilpas. Omgivningarna runt Zacualpan de Amilpas är en mosaik av jordbruksmark och naturlig växtlighet.